# Mori e Cristiani di Alcoy
Mori e Cristiani di Alcoy (in valenciano Moros i Cristians d'Alcoi, in spagnolo Moros y Cristianos de Alcoy) è una festa popolare che si svolge nella città di Alcoy in provincia di Alicante ed è all'origine di tutte le feste dei Mori e Cristiani celebrate nella Comunità Valenciana.

## Storia
La festa si celebra fin dal XVI secolo e rievoca la battaglia combattuta nel 1276 quando la città era sul confine con il territorio dominato dai musulmani nella penisola iberica. Il 23 aprile di quell'anno le truppe arabe di Al-Azraq assaltarono la città ma, durante la battaglia, apparve San Giorgio che scacciò definitivamente i musulmani. In segno di gratitudine, gli abitanti di Alcoy lo scelsero come patrono e promisero di celebrare una festa in suo onore.
Inizialmente i documenti ci parlano di una celebrazione prettamente religiosa, ma già nel 1412 si hanno notizie di alcuni pagamenti effettuati per la festa. Fu però all'inizio del XVI secolo che il comune di Alcoy decise di dare maggiore importanza alla celebrazione. Con la vittoria di Filippo V nella guerra di successione, la città di Alcoy fu trattata come nemica per essere stata sostenitrice dell'arciduca Carlo e i festeggiamenti vennero interrotti fino al 1741.
A metà del XVIII secolo si stabilì l'attuale struttura della festa dei Mori e dei Cristiani di Alcoy, che dal 1980 è stata dichiarata Festa di Interesse Turistico Internazionale.